# Carlo Biotti
Carlo Biotti (1901–1977) byl italský sportovní manažer, který pracoval jako člen představenstva a ředitel italského fotbalového klubu AC Milán.
Byl také soudce, předseda soudu v Miláně a soudce Nejvyššího soudu v Itálii.

## Život
Carlo Biotti pocházel z aristokratické rodiny zemědělců a statkářů. Byl ženatý s Marií Giovannou Gambini, se kterou měl dva syny. V 70. letech 20. století byl jedním z nejznámějších soudců. Biotti byl horlivý sportovec, fotbalista, atlet, běžec a šermíř. Ovládal též japonské bojové umění džú-džucu.
Carlo Biotti byl ztvárněn ve filmu Piazza Fontana: The Italian Conspiracy od režiséra Marco Tullio Giordana.